# Nueva Ameyalco
Nueva Ameyalco är en ort i kommunen Lerma i delstaten Mexiko i Mexiko. Samhället hade 1 240 invånare vid folkräkningen år 2020.